# Rage of Mages II: Necromancer
Rage of Mages II: Necromancer é um jogo de RPG eletrônico para Microsoft Windows que foi desenvolvido pelo desenvolvedor russo Nival Interactive e lançado em 1999, e é conhecido como Allods II na Rússia.  Ele contém 43 missões e um modo multijogador que permite jogar com até 16 jogadores.
O jogo faz parte da série de videogames Allods que também inclui Rage of Mages, Evil Islands: Curse of the Lost Soul e Allods Online.